# Bella (stripfiguur)
Bella is een personage uit de Vlaamse stripreeks Jommeke. Zij is een koe die bevriend is met het hoofdpersonage Jommeke. 

## Omschrijving
Bella is een koe. Ze is wit met zwart vlekken. Net zoals alle dieren in de albums van Jommeke, buiten de papegaaien, spreekt zij niet, behalve indien een uitvinding van professor Gobelijn dat mogelijk maakt. Ze lijkt op een gewone melkkoe, maar verschilt op één belangrijk punt : haar muzikaal gevoel. Van zodra ze muziek hoort, is ze niet te houden en begint ze te dansen. Ze is de koe van boer Snor. Ze is zijn beste koe. Als hij muziek voor haar draait, brengt ze meer op dan al zijn andere koeien.
Bella komt het eerst voor in album nummer 5, De muzikale Bella. Ze volgt Jommeke en Flip nadat ze hem fluit hoort spelen. Samen beleven ze een avontuur in Zwitserland. Daarna blijft het lang stil rond Bella. Ze komt pas in album nummer 104, De vlucht van Bella, opnieuw voor. Daarna komt ze frequenter voor, meestal samen met boer Snor. In album nummer 141, De bruid van El Toro, huwt zij met de stier El Toro. Hij komt echter niet meer voor in latere albums. We vinden Bella daarna altijd terug in de weide van Boer Snor.

## Albums
Bella komt voor in volgende albums: De muzikale Bella, De vlucht van Bella, De grote zeilrace, De bruid van El Toro, De Elfenbron, De kopermicroben, Het slimme varken, Kamperen is plezant, Tobias Snuffel, Prins Carnaval (Jommeke).